# Chrysina chrysargyrea
Chrysina chrysargyrea es una especie de escarabajo del género Chrysina, familia Scarabaeidae. Fue descrita científicamente por Sallé en 1874.
Especie nativa de la región neotropical. Habita en Costa Rica y Panamá.